# Catocala elsa
Catocala elsa là một loài bướm đêm trong họ Erebidae.